# Экваториальный проход
Экваториальный проход (мальд. Addu Kandu) — пролив между атоллом Сувадива на севере и атоллом Адду и островом Фуа-Мулаку на юге в Мальдивах. Название от того, что его пересекает экватор.
Ширина пролива — 85 км, глубина до 2421 м. Зимой течение направлено на запад, летом направление меняется на восточное, скорость до 2 км/ч.